# Municipio de Mill (Ohio)
El municipio de Mill (en inglés: Mill Township) es un municipio ubicado en el condado de Tuscarawas en el estado estadounidense de Ohio. En el año 2010 tenía una población de 9898 habitantes y una densidad poblacional de 149,7 personas por km².

## Geografía
El municipio de Mill se encuentra ubicado en las coordenadas 40°21′53″N 81°19′31″O / 40.36472, -81.32528. Según la Oficina del Censo de los Estados Unidos, el municipio tiene una superficie total de 66.12 km², de la cual 65.91 km² corresponden a tierra firme y (0.31%) 0.2 km² es agua.

## Demografía
Según el censo de 2010, había 9898 personas residiendo en el municipio de Mill. La densidad de población era de 149,7 hab./km². De los 9898 habitantes, el municipio de Mill estaba compuesto por el 96.85% blancos, el 1.18% eran afroamericanos, el 0.18% eran amerindios, el 0.22% eran asiáticos, el 0.01% eran isleños del Pacífico, el 0.2% eran de otras razas y el 1.35% pertenecían a dos o más razas. Del total de la población el 0.81% eran hispanos o latinos de cualquier raza.